# Nyugat-Szibéria
Nyugat-Szibéria (orosz Западная Сибирь, átírva Zapadnaja Szibir) az eurázsiai kontinens jelentős területeit elfoglaló Szibéria egy része.
Az Urál hegységtől keletre fekvő Nyugat-Szibéria területe mintegy 2,5 millió négyzetkilométer, Németország területének hétszerese. Legnagyobb része Oroszországhoz tartozik, déli területe átnyúlik Kazahsztánba.
Mintegy négyötödét a Nyugat-szibériai-alföld foglalja el. Legnagyobb folyója az Ob és az Irtis.

## Fontosabb városai
Nyugat-Szibéria legnépesebb városa Novoszibirszk. Más fontos városai:
- Omszk[2]
- Tyumeny
- Barnaul
- Tomszk
- Kemerovo
- Novokuznyeck
- Kurgan
- Pavlodar
- Petropavl
- Szemej[2]
- Öszkemen[2]

## Fordítás
Ez a szócikk részben vagy egészben  a   Western Siberia című angol Wikipédia-szócikk ezen változatának fordításán alapul.  Az eredeti cikk szerkesztőit annak laptörténete sorolja fel. Ez a jelzés csupán a megfogalmazás eredetét és a szerzői jogokat jelzi, nem szolgál a cikkben szereplő információk forrásmegjelöléseként.